# Diacyclops cohabitatus
Diacyclops cohabitatus – gatunek widłonoga z rodziny Cyclopidae, nazwa naukowa gatunku została po raz pierwszy opublikowana w 1980 roku przez ukraińskiego zoologa Władysława Monczenkę.